# 踏切警報機

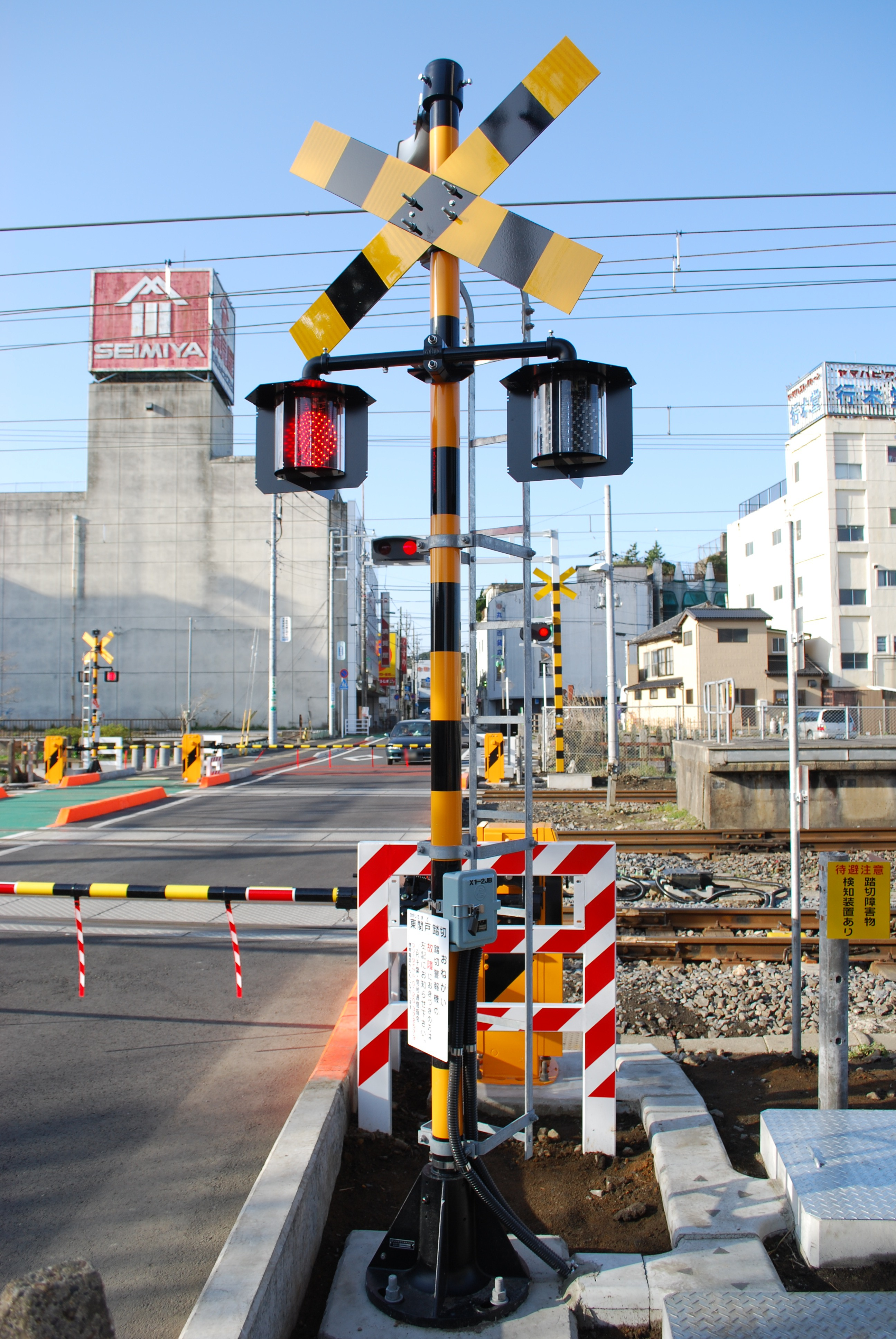
踏切警報機

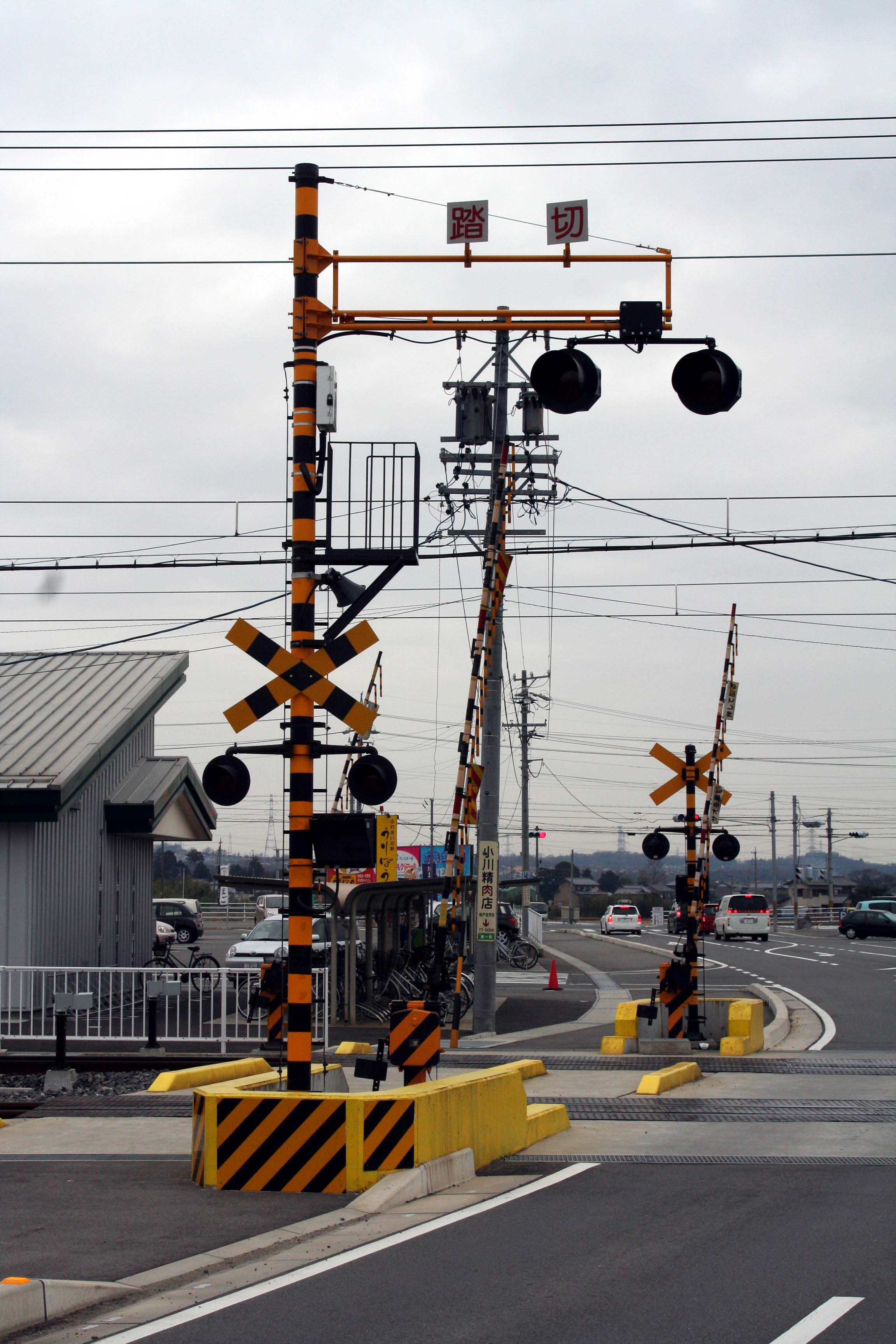
オーバーハング形警報機

踏切警報機（ふみきりけいほうき）とは、踏切において道路を通行する歩行者や車両運転者等に対して音と光によって列車が接近していることを警告するために用いられる警報装置のことである。一般的には車両の進行方向に対して通行車線側（つまり左側通行であれば左側）の路側に設置されている場合が多い。

## 概要
踏切警報機は、歩行者や車両運転者等に対して音と光によって列車が接近していることを報知するため、目立つように建植する必要があり、踏切の存在を知らせるため、発光ダイオード (LED) を使用して「踏切」と常時または「踏切」と「注意」を交互に点滅表示（JR東日本では列車進行方向指示器に、ひらがな表記で「ふみきり」「ちゅうい」を交互表示したり、漢字表記で「踏切」「注意」と交互表示するものが多い）している場合がある。カーナビゲーションでは踏切の存在を知らせる為の注意喚起の案内をするものが存在する(ルート案内中のみ案内する機能とルート案内をしていない時に案内するものが存在する)また、踏切警報機は風速20m/s程度にも耐えられる設計としている。

## 制御方式
鉄道に関する技術上の基準を定める省令によると「連続閉電路式又はこれと同等以上の性能を有する制御方式であること」とある。踏切の制御には連続閉電路式と点検知式があり、両者とも踏切用の軌道回路をレールに設置して制御を行っている。連続閉電路式は警報開始点から警報終止点まで列車を閉電路式軌道回路にて連続的に検知する方式であり、点検知式は警報開始点の閉電路式軌道回路と警報終止点の開電路式軌道回路によって列車をチェックイン・チェックアウトで検知する方式である。連続閉電路式では、直流・パルス波・AF・商用周波数（交流）を軌道回路に流してリレーにより列車を検知するが、点検知式では、軌道回路を電流帰還回路の一部として使用して、増幅器からの出力の一部を、軌道回路により入力側に帰還させる（戻す）ことで、発振器を発振させてリレーを動作させる踏切制御子や電子トレッドルによる列車検知器により列車を検知する。
また、レール上面での汚れや落ち葉により、軌道回路において輪軸の短絡不完全が発生して列車の検知ができなくなるのを防ぐため、車両にあるATS車上子（受信機）からの発振周波数を地上側の地上子で受信して列車を検知するバックアップ装置があり、警報開始点での捕捉用として設置している場合がある。
非電化区間では直流・パルス波・AF・踏切制御子、直流電化区間ではAF・商用周波数・踏切制御子、交流電化区間では踏切制御子がそれぞれ使用されており、閉塞のための信号用の軌道回路において商用周波数で使用している場合では、列車の接近により次第に低下する送電電圧が一定電圧以下になると、リレーが落下して列車を検知する接近検知器、無絶縁軌道回路においてAFを信号用として使用されている場合には、軌道回路の中間でその信号を受信する中間受信器をそれぞれ設置して、踏切の警報開始点や警報終止点に使用することで、踏切専用の軌道回路の設置を省略することができる。どの制御方式についても、フェールセーフの原則を基に運用されている。

## 時間
踏切警報機の鳴動開始は、踏切道への列車到達から40 - 50秒程前、及び自動踏切遮断機降下開始約7秒前からである。なお、これは線路種別、運転速度、遮断方式またはそれ以外の環境によって変化するため、この限りではない。

## 構成
踏切警報機には下記のものによって構成されている。

### 警報機柱
踏切警標や踏切警報灯などの機器を取り付けるための柱のこと。材質は鋼管を使用しており、柱の直径は89mmまたは114mmとしている。通行量が多い道路などでは、踏切の存在を分かりやすくするため、オーバーハング形（OH形）や門型が用いられている踏切もある。

### 踏切警標
踏切道の存在を通行者に知らせるもので、クロス状に交差したものである。クロスマークとも呼ばれる。

### 踏切警報灯

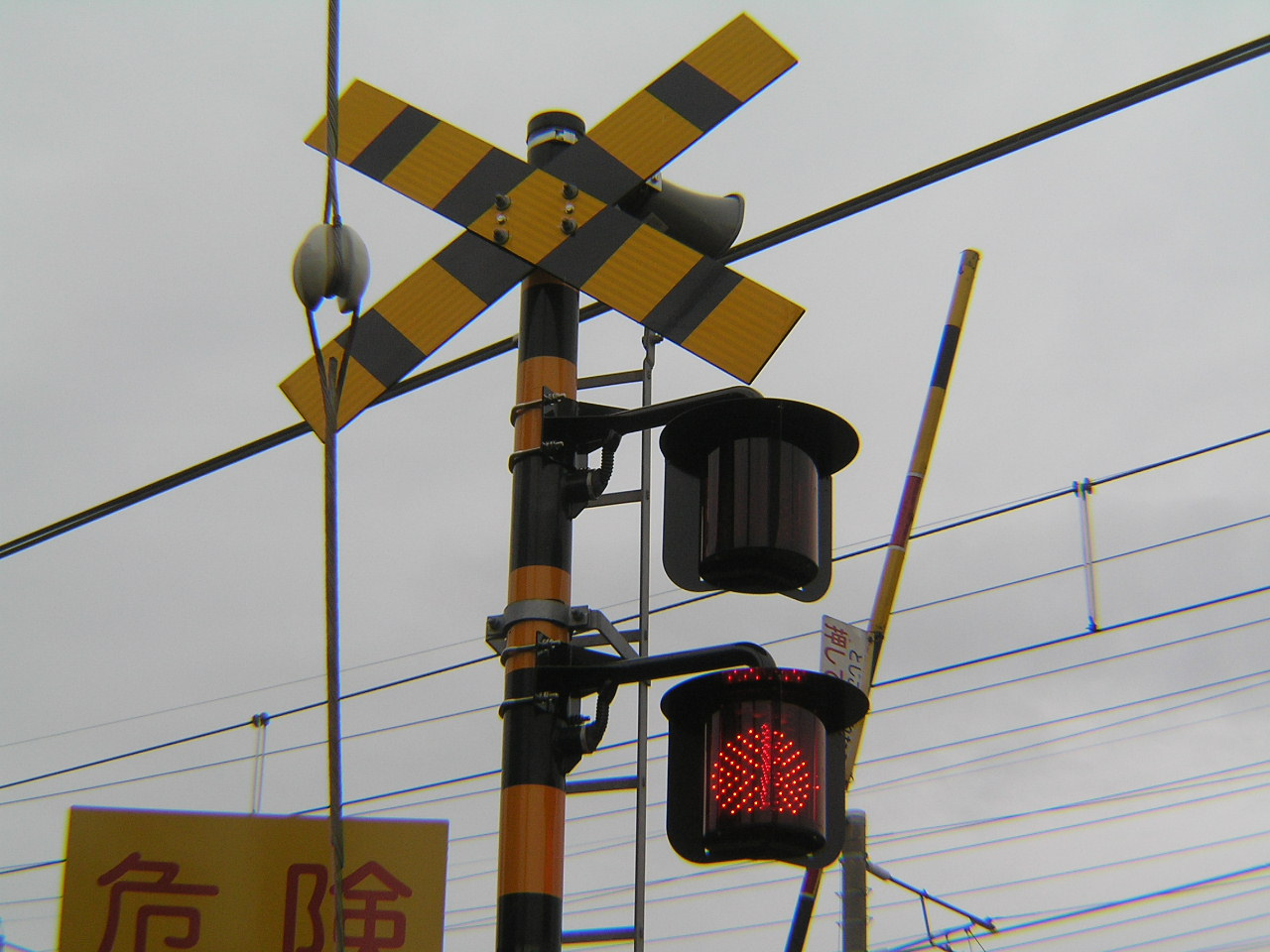
全方向踏切警報灯

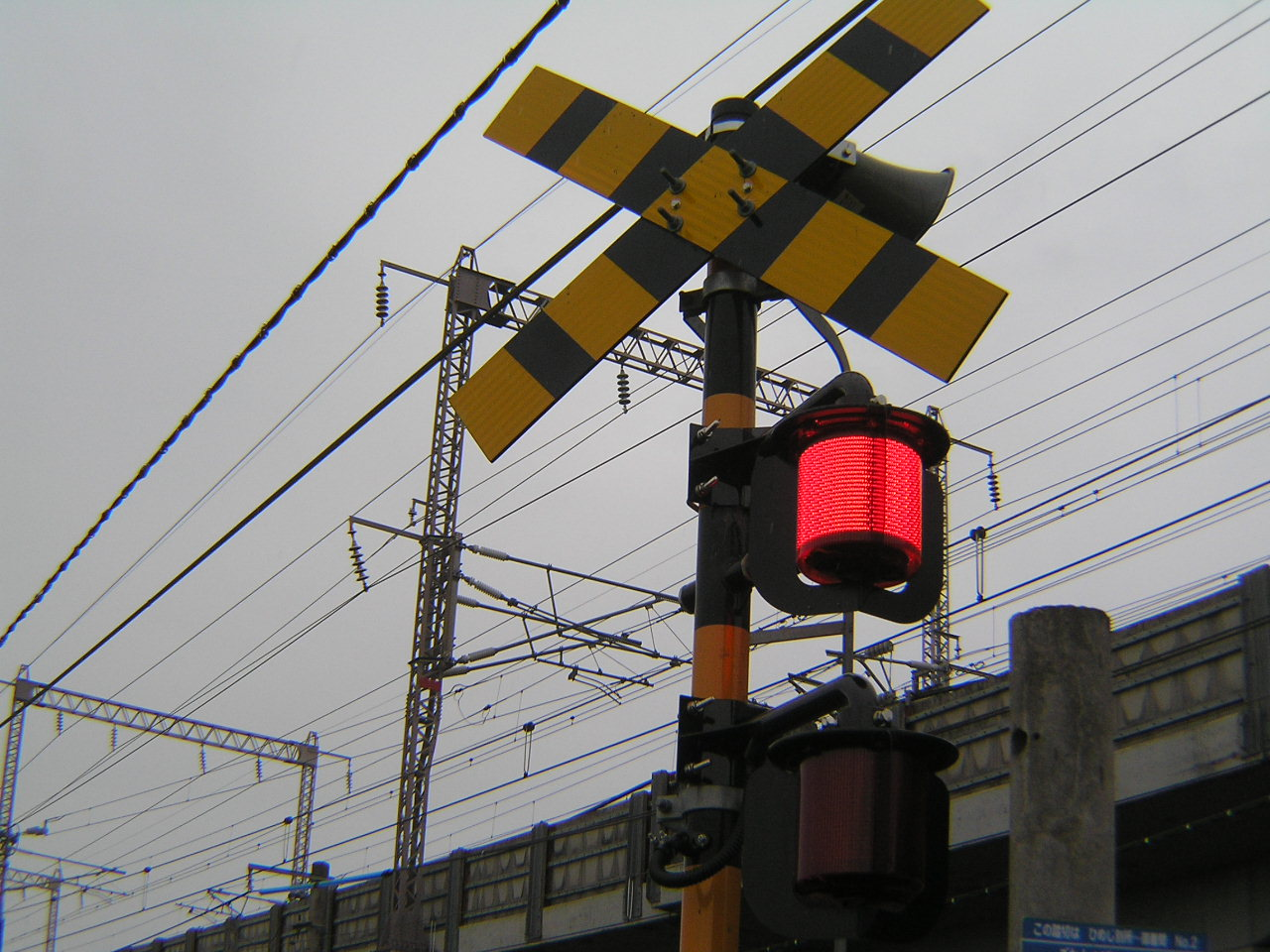
360°型踏切警報灯

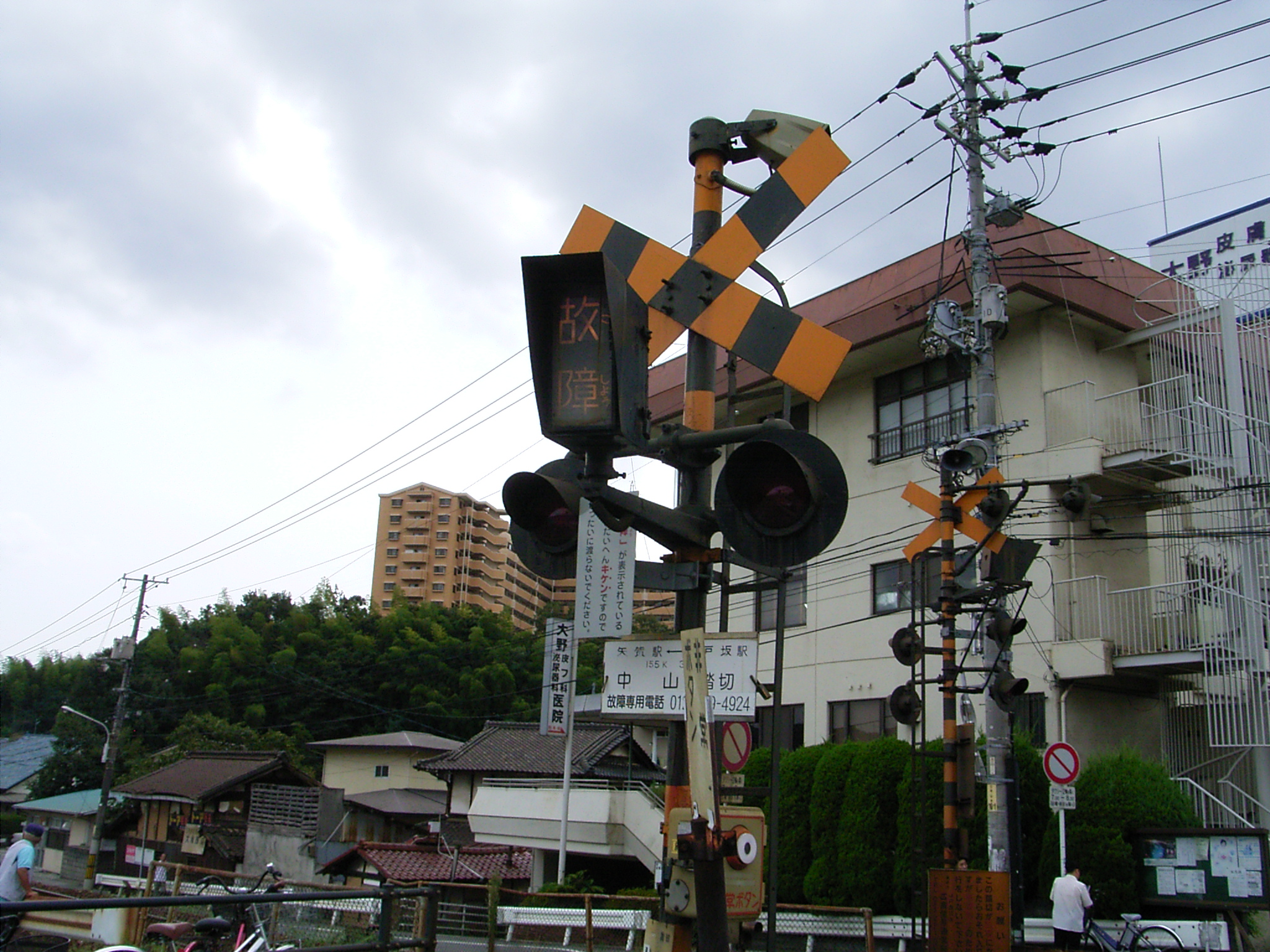
故障表示器

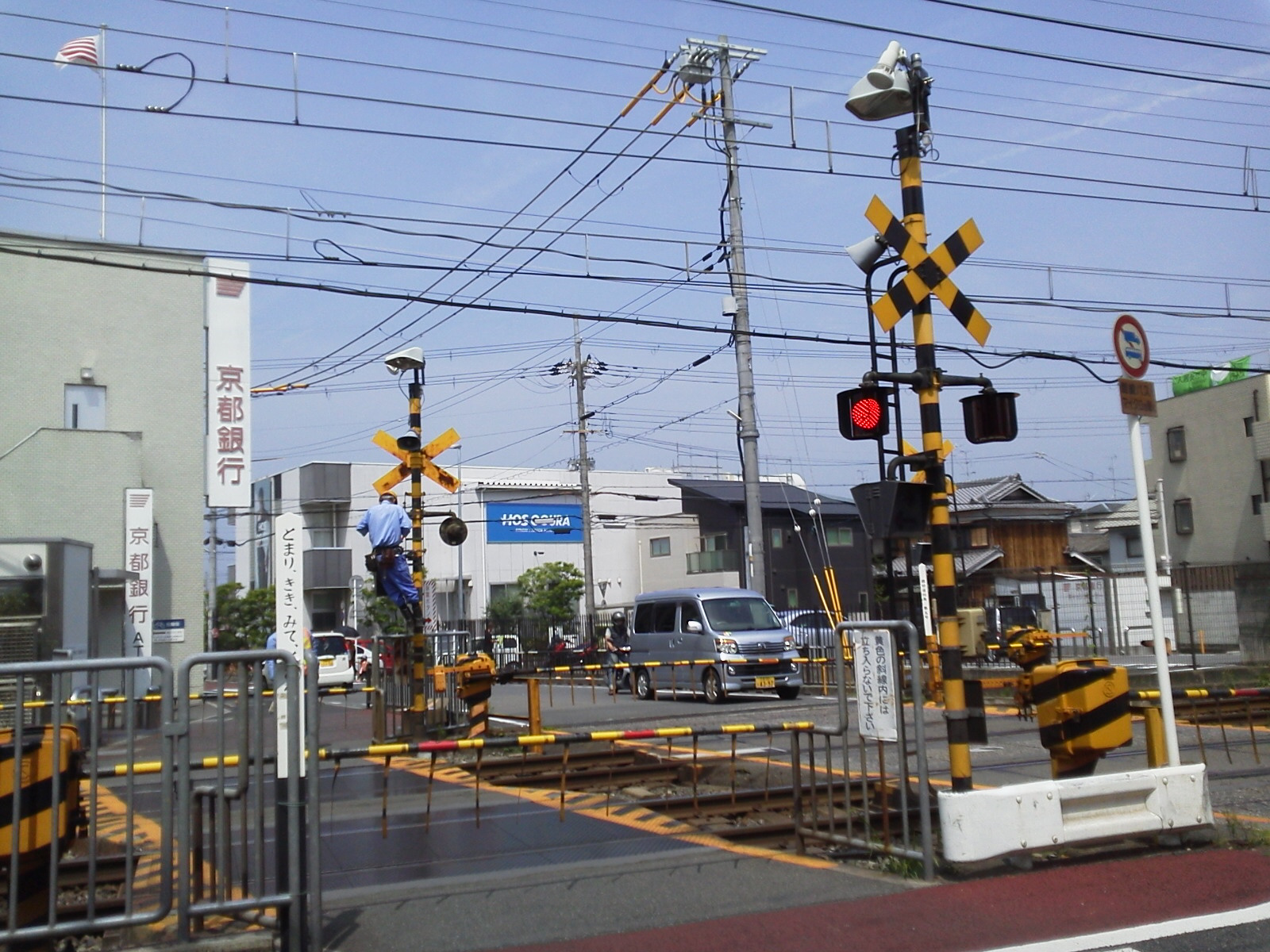
電球式から全方位式への交換作業（近鉄小倉駅）

列車の接近を視覚的に警告するためのもので、閃光灯とも呼ばれ、赤色の灯火が交互に点滅する。閃光灯の配置は左右または上下としており、以前は電球式のものが多用されたが、電球の断芯や寿命での交換による保全作業の省力化を図るため、最近では発光ダイオード (LED) によるものが多い。閃光灯の通常の直径は170mmであるが、オーバーハング形のように道路上に設置されるタイプは直径300mmを採用している。また、すべての方向から灯火が確認できる「全方向踏切警報灯」も導入されている。
閃光灯を交互に点灯させる制御器は断続リレーと呼ばれており、初期の頃はリレー（継電器）を使用した接点形であったが、保守に手間がかかるため、SCRを使用した無接点形が使用されている。閃光灯は確実に点灯させなければならないため、バックアップリレーを内部に設置してSCRの不導通等の時に作動させる仕組みとなっている。

### 警報音発生器

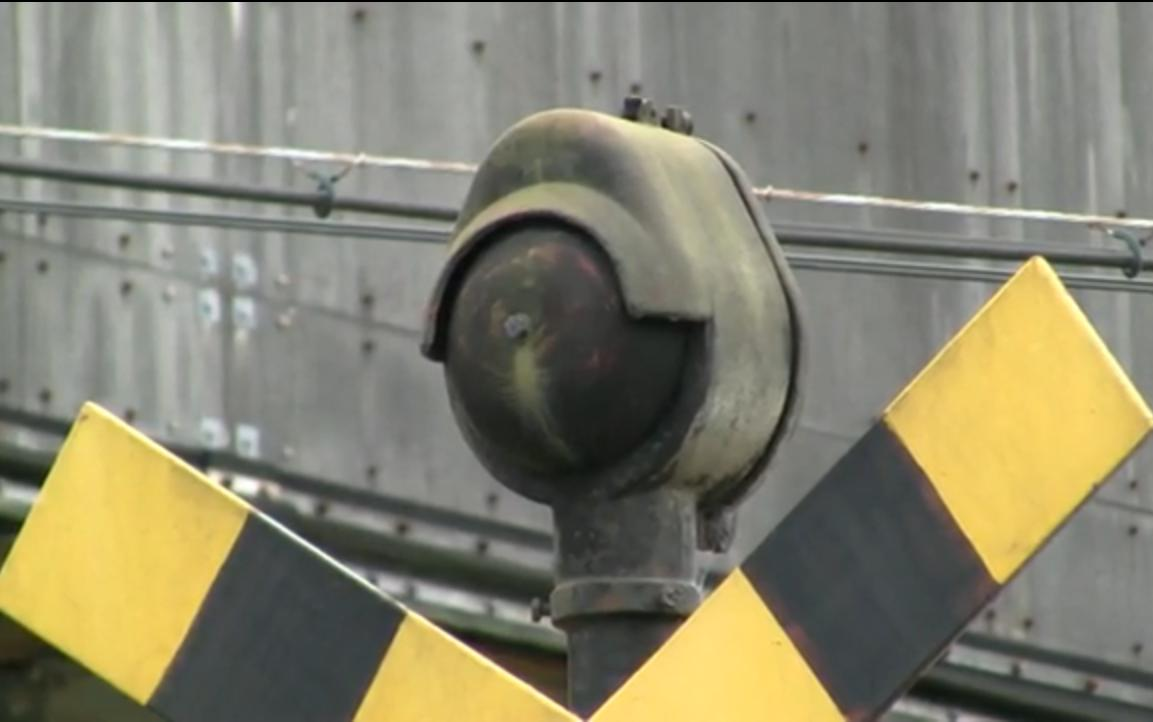
電鈴式警報音発生器

列車の接近を音により知らせるもので、おもに電気式・電鐘式・電鈴式の3種類が主な代表例である。
- 電子音式 …… 警報音発生器から警報機上部に設置されたスピーカーを介して発せられる電子音により列車の接近を知らせるもので、音量調整も自由自在に設定できる。
- 電鐘式 …… 警報機上部に洋鐘が設置され、クラッパーまたはハンマーが周期的に洋鐘の内側を叩いて警報音を発生させる構造のもので、洋鍾特有の『カン カン カラン カラン…』という音色が特徴である。
- 電鈴式 …… 原理は電鐘式とほぼ同じであるが、こちらは洋鍾の代わりにゴングベルが取り付けてあり、ハンマー（クラッパー）を周期的に働かせてゴングベルを打つ。ゴングベルのサイズの関係から電鐘式よりも音色は甲高くなり、『キン キン キン…』と鳴り響く。

電鐘式・電鈴式警報機は、この2種類をまとめて一般には「電鐘式」とも、また「打鐘式」とも呼ばれている。打鐘式は、地方のローカル私鉄や、専用鉄道などで主に見られるが、騒音対策の他、メーカーが既に生産を行っていないこともあり、老朽取替で電子音式に更新され減少傾向にある。JR各線や大手・準大手私鉄など大都市都心部を走る路線ではほとんど見られなくなっている。特にJRでは主要幹線は勿論、地方ローカル線、貨物線含めすべてにおいて消滅し、大手私鉄では1980年代中頃まで近鉄山田線などの幹線路線でも存在していたが、徐々に減少し、2005年（平成17年）に廃止された名鉄揖斐線をはじめとする名古屋鉄道の架線電圧600 V路線を最後にすべて姿を消した。大都市近郊では京福電気鉄道嵐山本線（嵐電）西院駅や、江ノ島電鉄線（江ノ電）江ノ島駅近くの併用軌道交差点に残る程度である。このほか関東地方では小湊鉄道線の五井駅（五井機関区）そばなどに存在する。北陸鉄道浅野川線蚊爪駅の北鉄金沢駅寄りの踏切にも存在する。(2021年2月現在)。
電子音式は打鐘式と比べて保全性や音の指向性が良く、音量の調整ができることから主流となっている。これに使用されている警報音発生器は、発信器と増幅器で構成された静止形としており、無警報になる可能性が低いことから使用されている。また、警報開始から遮断完了までの間は通常の音量とし、遮断完了後は踏切の近くにいる歩行者に聞こえる程度の音量に下げるタイプや閃光灯を制御する断続リレーと一体化したタイプがある。
上記3種類のほか昇開式遮断機を採用している道幅の広い踏切では、ベルにより列車接近を知らせるものもある。この場合はベルを鳴らしながら遮断機を降下させ、降下が完了するとベルが鳴りやむ。降下後の列車通過待ち時と上昇時は無音である。
警報音発生器は高架化など大がかりな工事現場の列車接近や駅構内など踏切以外でも使用されている場合がある。たとえば、大阪市高速電気軌道(OsakaMetro)は線内に踏切はないが、保線員が線路内立ち入りの場合があるため地下区間の見通しの悪い箇所に設置している。また、西武鉄道の各駅や地方のローカル線の駅では到着メロディーの代わりに使用されている。

### 故障表示器
踏切警報機が故障していることを通行者に対して表示するもの。設備が故障している場合には「故障」の文字が赤色で点滅させる装置を設置したり、看板を掲出する方法がある。東日本旅客鉄道（JR東日本）の踏切では、故障灯はなく、列車進行方向指示器に故障時、ひらがな表記の「こしょう」、あるいは漢字表記の「故障」と表示されるようになっている。なお、普段は踏切が動作している時、交互に「ふみきり」「ちゅうい」又は「踏切」「注意」と表示されている。
この故障表示器は故障時だけでなく遮断機が一定時分降下し続けていても点灯するようになっている。故障の表示を踏切の誤動作と勘違いした歩行者が踏切を横断して人身事故が続発したため、JR各社では故障表示器を撤去・使用中止したり、「通行しゃ断中 わたらないで下さい 他へお回り下さい」などの文章が点滅するタイプのものに更新されている。JR東日本の高崎支社エリア（主に高崎線）は「『こしょう』と表示されている場合は危険ですから踏切をわたらないでください」という看板が警報器の柱に設置されている。

### 列車進行方向指示器
接近する列車の進行方向を矢印によって表示するもの。鉄道に関する技術上の基準を定める省令によると、「二以上の線路に係る踏切道にあっては、列車進行方向指示器を設けること」とある。よって、単線区間の踏切道においては、列車進行方向指示器の設置義務がない。
なお、踏切警報灯と警報音発生器の回路は別回路となっており、万が一どちらかが故障してももう一方が作動することで列車が近づいていることを知らせることができる。踏切警報灯の点滅のタイミングと警報音発生器からの警報音『カン カン カン…』の間隔がズレているのはこのためである。